# Synagogue d'Étain
La synagogue d’Étain est une synagogue située dans la commune française d’Étain dans le département de la Meuse dans le Grand Est.

## Histoire
Située dans la rue de Morteau, la synagogue a été construite de 1923 à 1928 et a été inaugurée le 21 octobre 1928.

## Description
Le portail d'entrée est fermé par un arc en plein cintre au-dessus duquel se trouve une rosace avec une étoile de David. Au sommet du fronton se trouvent les Tables de la Loi. 